# Айбек (село)
Айбек (кирг. Айбек) — село в Ноокатском районе Ошской области Кыргызстана. Входит в состав айылного аймака имени Токтомата Зулпуева.

## География
Село расположено в западной части области, на расстоянии приблизительно 2 километров (по прямой) к востоко-юго-востоку от города Ноокат, административного центра района. Абсолютная высота — 1412 метров над уровнем моря.

## Население
Согласно оценочным данным Национального статистического комитета Кыргызской Республики, численность населения села на начало 2023 года составляла 2359 человек.
| год     | 2009 | 2014 | 2015 | 2020 | 2021 | 2023 |
| ------- | ---- | ---- | ---- | ---- | ---- | ---- |
| человек | 1923 | 2071 | 2094 | 2237 | 2297 | 2359 |